# Вирбалите-Димшене, Бригита
Бригита Вирбалите-Димшене (лит. Brigita Virbalytė-Dimšienė; род. 1 февраля 1985, Алитус) — литовская легкоатлетка, специалистка по спортивной ходьбе. Выступает за сборную Литвы по лёгкой атлетике с 2001 года, рекордсменка страны, участница ряда крупных международных соревнований, в том числе двух летних Олимпийских игр.

## Биография
Бригита Вирбалите родилась 1 февраля 1985 года в городе Алитус, Литовская ССР.
Дебютировала в лёгкой атлетике на международном уровне в сезоне 2001 года, когда вошла в состав литовской национальной сборной и выступила на юношеском чемпионате мира в Дебрецене, где в зачёте ходьбы на 5000 метров стала пятой.
В 2003 году финишировала четвёртой в ходьбе на 10 000 метров на чемпионате Европы среди юниоров в Тампере.
В 2004 году на Кубке мира по спортивной ходьбе в Наумбурге была тринадцатой на дистанции 10 км, тогда как на юниорском мировом первенстве в Гроссето показала девятый результат в дисциплине 10 000 метров.
В 2006 году стартовала в ходьбе на 20 км на Кубке мира в Ла-Корунье, заняла итоговое 51 место.
Будучи студенткой, в 2007 году представляла страну на летней Универсиаде в Бангкоке, где в дисциплине 20 км закрыла десятку сильнейших. Также отметилась выступлением на молодёжном европейском первенстве в Дебрецене, здесь в той же дисциплине финишировала восьмой.
В 2008 году на 20-километровой дистанции показала 39 результат на Кубке мира в Чебоксарах.
В 2009 году стартовала на Кубке Европы в Меце и на чемпионате мира Берлине: в первом случае была двадцатой, во втором — заняла 24 место.
На чемпионате Европы 2010 года в Барселоне в ходьбе на 20 км стала тринадцатой. Помимо этого, заняла 29 место на Кубке мира в Чиуауа.
В 2011 году финишировала шестнадцатой на Кубке Европы в Ольяне, тогда как на чемпионате мира в Тэгу заняла 29 место.
В 2012 году заняла 41 место на Кубке мира в Саранске. Выполнив олимпийский квалификационный норматив 1:33:30, удостоилась права защищать честь страны на летних Олимпийских играх в Лондоне — в программе ходьбы на 20 км показала время 1:31:58 и расположилась на 25 строке итогового протокола.
После лондонской Олимпиады Вирбалите-Димшене осталась в составе легкоатлетической команды Литвы на ещё один олимпийский цикл и продолжила принимать участие в крупнейших международных соревнованиях. Так, в 2013 году она отметилась выступлением на Кубке Европы в Дудинце, где была восемнадцатой, побывала на мировом первенстве в Москве, закрыв здесь двадцатку сильнейших.
В 2014 году в ходьбе на 20 км заняла 34 место на Кубке мира в Тайцане и 18 место на европейском первенстве в Цюрихе.
В 2015 году финишировала четырнадцатой на Кубке Европы в Мурсии, тогда как на чемпионате мира в Пекине оказалась на финише седьмой.
Принимала участие в командном чемпионате мира по спортивной ходьбе в Риме, где в личном зачёте заняла 21 место. Выполнив олимпийский квалификационный норматив 1:36:00, прошла отбор на Олимпийские игры 2016 года в Рио-де-Жанейро — на сей раз в ходьбе на 20 км показала время 1:35:11 и в итоговом протоколе разместилась на 29 позиции.
В 2017 году стала восьмой на Кубке Европы в Подебрадах и шестнадцатой на мировом первенстве в Лондоне.
В 2018 году с национальным рекордом Литвы (1:27:59) финишировала четвёртой на европейском первенстве в Берлине.
В 2019 году в ходьбе на 20 км стала пятнадцатой на домашнем Кубке Европы в Алитусе.